# Tapesta
Tapesta is een geslacht van rechtvleugeligen uit de familie veldsprinkhanen (Acrididae). De wetenschappelijke naam van dit geslacht is voor het eerst geldig gepubliceerd in 1921 door Sjöstedt.

## Soorten
Het geslacht Tapesta  is monotypisch en omvat slechts de volgende soort:
- Tapesta carneipes (Sjöstedt, 1921)